# Eugeniusz Witkowski
Eugeniusz Witkowski (ur. 14 listopada 1913 w Pęcławicacach, gminie Jurkowice, powiat sandomierski, zm. 12 września 1992 w Warszawie) – żołnierz Batalionów Chłopskich, komendant obwodu Sandomierz.

## Dzieciństwo i młodość
Urodzony w średniozamożnej rodzinie chłopskiej. Ukończył szkołę podstawową w Pęcławicach i gimnazjum w Sandomierzu. Po ukończeniu podchorążówki, studiował prawo na Uniwersytecie Warszawskim.

### II wojna światowa
Uczestniczył w kampanii wrześniowej. Dostał się do niewoli niemieckiej z której zbiegł. W pierwszym okresie okupacji niemieckiej działał w Związku Walki Zbrojnej w powiecie sandomierskim. Wspólnie ze Stanisławem Szwarc-Bronikowskim wydawał pisma „Na posterunku”, a następnie „Strażnica”. W 1942 roku przeszedł do Batalionów Chłopskich. Został zastępcą komendanta obwodu Sandomierz, „Pośwista” (Leona Cieśli). Po aresztowaniu „Pośwista” w marcu 1944 roku został komendantem obwodu Sandomierz, które pełnił do chwili wkroczenia Armii Czerwonej.

### Lata powojenne
Po zakończeniu wojny ukończył studia prawnicze na Uniwersytecie Jagiellońskim. Od 1949 aż do emerytury pracował w Państwowej Komisji Planowania Gospodarczego (PKPG) w Warszawie. Należał do Związku Żołnierzy BCH. W 1971 roku został odznaczony Orderem Virtuti Militari.

### Awanse
- podchorąży rezerwy – ?
- podporucznik – ?.
- porucznik – 1945 r.
- kapitan – 1992 r.